# Sumit Dalal
Sumit Dalal (ur. 2004) – indyjski zapaśnik walczący w stylu klasycznym.
Zajął piąte miejsce na mistrzostwach Azji w 2023. Wygrał MŚ wojskowych w 2025. Trzeci na MŚ U-23 w 2023. Mistrz Azji U-23 w 2025. Drugi na MŚ juniorów w 2023, trzeci w 2022. Trzeci na MŚ kadetów w 2021 roku.